# بچیکی
بچیکی (به انگلیسی: Bucheki) یک شهر در پاکستان است که در ناحیه ننکانه صاحب واقع شده‌است. بچیکی ۴۳ کیلومتر مربع مساحت و ۶۸٬۰۰۰ نفر جمعیت دارد و ۱۷۹ متر بالاتر از سطح دریا واقع شده‌است.